# Barraca de la Cova Miserachs II
La barraca de la Cova Miserachs II, o barraca A-18, és una barraca de vinya situada al municipi de Subirats (Alt Penedès), prop de la cova de Miserachs, a 400 metres a l'oest de Can Mata del Racó.
És una construcció aixecada en pedra seca adossada a un marge de pedra seca, salvant el desnivell entre dues feixes de vinya. La planta és semicircular, de 1,60 m de diàmetre a la base i una alçada màxima de 2,10 m. La planta i la fesomia d'aquesta barraca són singulars, a causa que s'ha construït adossada entre dos grans marges de pedra seca que configuren dues terrasses. El marge posterior és més alt que la barraca i l'anterior més baix que aquesta. La construcció és de la tipologia de sostre de falsa volta, fet a partir de l'acostament de filades de pedra seca, sense cap mena de material d'unió, i amb una gran llosa per tapar el sostre.
El llindar de la porta està fet amb les mateixes pedres irregulars que conformen la paret de la barraca; a diferència que altres barraques dels voltants, el llindar superior no està fet amb una llosa horitzontal, sinó que també està fet a partir de pedres irregulars, com la resta de la barraca. El portal està orientat al sud-sud-oest, amb els laterals fets amb pedres molt grosses.
El sostre està cobert de terra, utilitzada per a reforçar la unió de les pedres que configuren la cúpula de la barraca. En aquesta terra hi ha restes de lliris plantats, ara assecats.